# Josiane Tito
Josiane Tito, född 8 augusti 1979, är en friidrottare från Brasilien. Hon deltog vid olympiska sommarspelen 2004 och olympiska sommarspelen 2008.